# Hans og Kirsten
Hans og Kirsten er en dansk propagandafilm fra 1942, der er instrueret af Kaj Wedell Pape og Svend Holbæk efter manuskript af Mogens Skot-Hansen.

## Handling
Filmen er optaget på foranledning af de danske sparekasser, som et led i propaganda for ungdommens opsparing af midler til bestemte formål. Filmen skildrer to unge menneskers tilfældige møde og fortsættelsen af deres bekendtskab, der fører til forlovelse. De unge gennemfører en opsparing af den nødvendige kapital til etablering af eget hjem og foretager de forskellige indkøb af møbler og husgeråd til deres nye hjem. Filmen slutter med skildringen af de unges bryllup i en landsbykirke på en sollys sommerdag.